# Герби районів Бурятії
Список гербів муніципальних утворень Республіки Бурятія Російської Федерації.
Станом на 1 січня 2018 року в Бурятії налічувалося 286 муніципальних утворень — 2 міські округи, 21 муніципальний район, 16 міських та 247 сільських поселень.
* ГУР пише про злитий «План українського наступу». Але це не план наступу, а підбірка дуже загальних висновків із розвідданих про фактичний стан бойових дій півтора місячної давнини. Також є ще кілька інших аналітичних даних про наявний бойовий потенціал сторін, потреби й американську допомогу в озброєннях. Інформація доволі вторинна, переважно широко відома й статична та вже неактуальна.

## Герби міських округів
| Герб | Найменування                          | Дата затвердження | Номер у ДМР |
| ---- | ------------------------------------- | ----------------- | ----------- |
|      | Герб міського округу «Місто Улан-Уде» | 20 жовтня 2005    | 2022        |

| Герб | Найменування                                           | Дата затвердження | Номер у ДМР |
| ---- | ------------------------------------------------------ | ----------------- | ----------- |
|      | Герб муніципального утворення місто Північнобайкальськ | немає даних       |             |

## Герби муніципальних районів
| Герб | Найменування                                                    | Дата затвердження | Номер у ДМР |
| ---- | --------------------------------------------------------------- | ----------------- | ----------- |
|      | Герб муніципального утворення «Баргузинський район»             | 31 серпня 2011    | 7593        |
|      | Герб муніципального утворення «Баунтовський евенкійський район» | 28 квітня 2011    |             |
|      | Герб муніципального утворення «Бичурський район»                | 3 серпня 2010     | 6636        |
|      | Герб муніципального утворення «Джидинський район»               | 16 травня 2005    |             |
|      | Герб муніципального утворення «Єравнинський район»              | 14 жовтня 2003    | 1344        |
|      | Герб муніципального утворення «Заіграєвський район»             | 27 листопада 2009 |             |
|      | Герб муніципального утворення «Закаменський район»              | 7 вересня 2007.   |             |
|      | Герб муніципального утворення «Іволгинський район»              | 30 вересня 2009   |             |
|      | Герб муніципального утворення «Кабанський район»                | 30 вересня 2003   | 11684       |
|      | Герб муніципального утворення «Кіжингинський район»             | немає даних       |             |

| Герб | Найменування                                                | Дата затвердження | Номер у ДМР |
| ---- | ----------------------------------------------------------- | ----------------- | ----------- |
|      | Герб муніципального утворення «Курумканський район»         | 13 листопада 2018 |             |
|      | Герб муніципального утворення «Кяхтинський район»           | 25 вересня 2008   | 5074        |
|      | Герб муніципального утворення «Муйський район»              | 2 червня 2009     |             |
|      | Герб муніципального утворення «Мухоршибірський район»       | 19 квітня 2018    | 11886       |
|      | Герб муніципального утворення «Окинський район»             | 2012              |             |
|      | Герб муніципального утворення «Прибайкальський район»       | 30 травня 2006    |             |
|      | Герб муніципального утворення «Північно-Байкальський район» | 2 червня 2011     |             |
|      | Герб муніципального утворення «Селенгинський район»         | немає даних       |             |
|      | Герб муніципального утворення «Тарбагатайський район»       | 27 листопада 2006 |             |
|      | Герб муніципального утворення «Тункинський район»           | 16 травня 2013    |             |
|      | Герб муніципального утворення «Хоринський район»            | 17 квітня 2015    | 10237       |